# Havelange
Havelange (en való Havlondje) és un municipi belga de la província de Namur a la regió valona. Des de la reforma administrativa que vigeix des de l'1 de gener del 1977 annexà els municipis Barvaux-Condroz, Flostoy, Jeneffe, Maffe, Méan, Miécret, Porcheresse i Verlée. L'1 de gener del 2024 tenia 5.430 habitants.